# 黒川慈雨
黒川 慈雨（くろかわ じう、1984年 -）は、日本の小説家。東京工芸大学芸術学部デザイン科中退。第17回『このミステリーがすごい!』大賞・隠し玉でデビュー。

## 略歴
- 2018年、『キラキラネームが多すぎる 元ホスト先生の事件日誌』（応募時タイトル『ギフト』）で第17回『このミステリーがすごい!』大賞最終候補となり[2]、隠し玉としてデビュー。

## 作品リスト

### 文庫
- 『キラキラネームが多すぎる 元ホスト先生の事件日誌』（2019年7月、宝島社文庫）